# خواجه علی مؤید

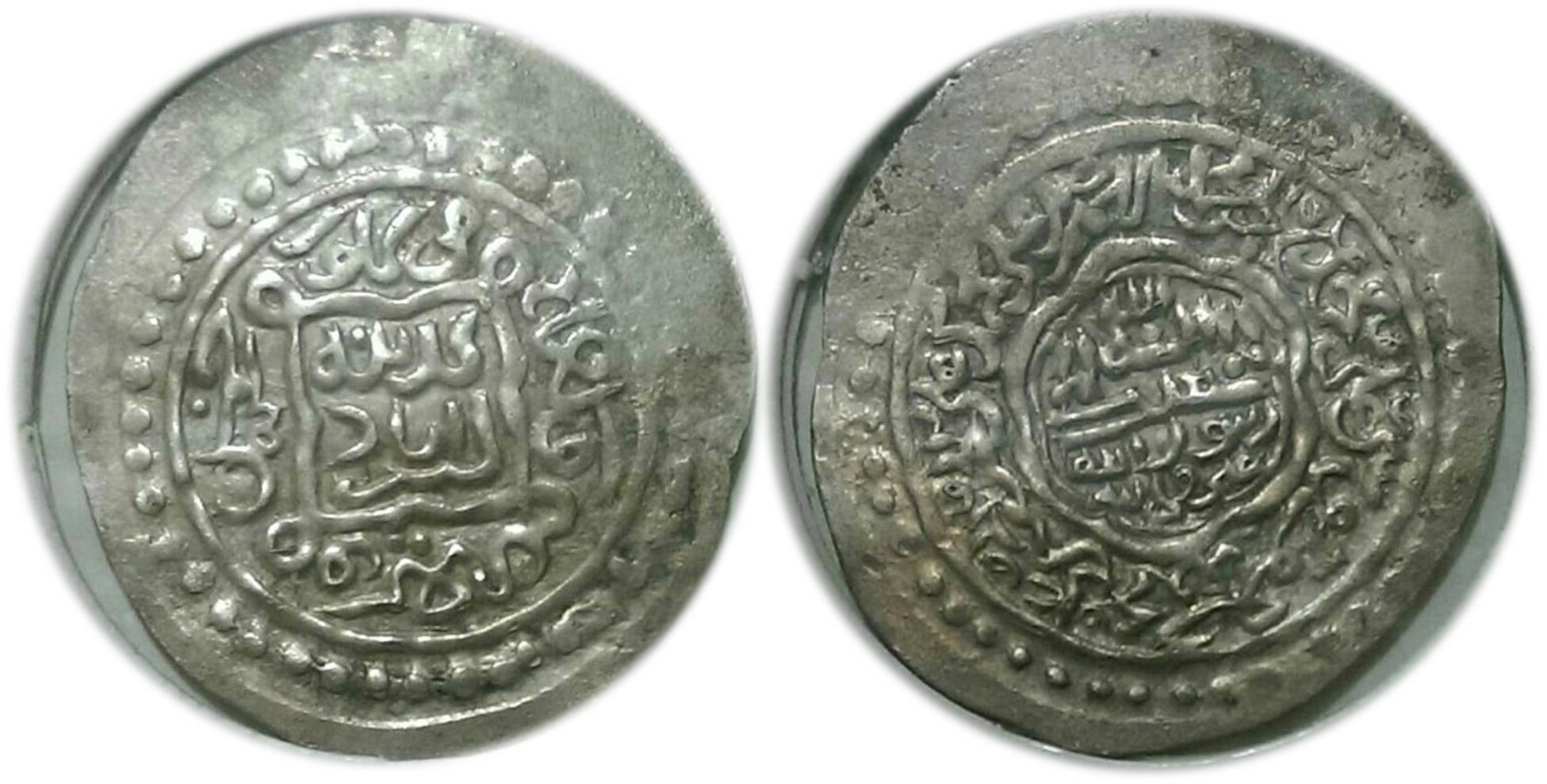
سکه علی مؤید ضرب استراباد ۷۷۵ قمری

خواجه علی موید (۷۶۶–۷۸۳ ق) آخرین امیر سربداران بود. وی از طرفداران طریقت شیخ حسن جوری بود و برای جلب حمایت مردم، درویش عزیز مجدی را به عنوان رهبر دینی و معنوی نهضت برگزید. وقتی خواجه علی، قدرت خود را تثبیت کرد، درویش عزیز را مانع کار خود دید. از طرفی، درویش عزیز اصرار داشت تا انتقام خون شیخ حسن را از آل کُرت بگیرد. از این رو، خواجه علی، سپاهی به همراهی درویش عزیز، روانه جنگ با معزالدین حسین کرت کرد و تصمیم گرفت درویش را از بین ببرد. وی نامه ای به سران سپاه خود نوشت تا درویش را تنها گذاشته و بازگردند. درویش عزیز با تعدادی از طرفدارانش به سوی عراق حرکت کرد؛ اما خواجه علی که از نفوذ او در هراس بود، نیرویی به تعقیب او فرستاد که در این درگیری، درویش و عده ای از یارانش کشته شدند.
علی موید، پس از پیروزی بر مریدان طریقت شیخ حسن، مزار شیخ خلیفه و شیخ حسن را تخریب کرد. در نتیجه کسانی مانند درویش رکن الدین، از مریدان شیخ حسن، در سال ۷۷۸ ق، به مخالفت با خواجه علی برخاستند که خواجه علی، بر آنها پیروز شد و درویش رکن الدین به اصفهان گریخت. بعد از مدتی، درویش با حمایت حاکم کرمان، شاه شجاع و حاکم هرات، پیر علی، به سبزوار حمله کرد و آنجا را به تصرف درآورد و به نام خود، خطبه خواند و خواجه علی موید از سبزوار گریخت و به حاکم استرآباد، امیر ولی، پناه برد. امیرولی با سپاهیان بسیاری به کمک علی موید آمد و درویش رکن الدین و مریدان او را شکست داد و خواجه علی بار دیگر در سال ۷۸۰ ق، سبزوار را فتح کرد. پس از چندی، امیر ولی به سبزوار حمله کرد و آنجا را به محاصره درآورد. خواجه علی از تیمور یاری خواست. تیمور، امیرولی را شکست داد و وارد سبزوار شد و مورد استقبال علی موید قرار گرفت و پیروی خود را از او اعلام کرد. مردم سبزوار که حاضر به پذیرفتن سلطه بیگانگان نبودند، مبارزه خود را آغاز کردند و شیخ داوود سبزواری، رهبری قیام را بر عهده گرفت؛ اما سپاه تیمور بار دیگر بر سبزوار یورش آوردند و پس از کشتار بسیار از مردم سبزوار، بر آنجا تسلط یافتند. خواجه علی در جنگ با لُر کوچک در نزدیک خرم‌آباد کشته شد.